# Nichts ist für die Ewigkeit – Live am Hockenheimring 2014
Nichts ist für die Ewigkeit – Live am Hockenheimring 2014 ist ein Videoalbum der deutschen Rockband Böhse Onkelz und zugleich das achte Livealbum der Gruppe. Es wurde am 12. Dezember 2014 über das bandeigene Label V.I.E.R. Ton & Merch als Blu-ray Disc und DVD veröffentlicht. Von der FSK ist das Album ab 12 Jahren freigegeben. Am 30. Oktober 2015 erschien es auch als auf 5000 Stück limitierte Schallplatte.

## Inhalt
Das Album wurde auf den beiden Comeback-Konzerten der Band am 20. und 21. Juni 2014 am Hockenheimring vor jeweils rund 100.000 Zuschauern aufgenommen. Disc 1 enthält Live-Aufnahmen der Auftritte, auf denen die Onkelz 33 Titel aus fast allen ihrer Studioalben spielten. Auf Disc 2 ist eine Dokumentation rund um das Konzert enthalten.

## Covergestaltung
Das Albumcover zeigt ein Foto der Bühne, auf der die Konzerte stattfanden, aus der Perspektive des Publikums. Von der Bühne aus geht ein Feuerstrahl Richtung Himmel. Am oberen Bildrand stehen das Böhse-Onkelz-Logo sowie die Schriftzüge Wieder E.I.N.S. – Das Reunion-Konzert und Live am Hockenheimring in Weiß bzw. Grau. Im unteren Teil des Bildes befindet sich der weiße Titel Nichts ist für die Ewigkeit – Konzert & Dokumentation. Mittig ist ein kreisförmiges Symbol zu sehen, auf dem ebenfalls Nichts ist für die Ewigkeit und Hockenheimring stehen.

## Titelliste
| Disc 1: Konzert – Live am Hockenheimring | Disc 2: Wieder E.I.N.S. – Die Dokumentation |
| --- | --- |
| 1. 28 – 6:39 2. Hier sind die Onkelz – 4:33 3. Mutier mit mir – 6:31 4. Finde die Wahrheit – 4:47 5. Kinder dieser Zeit – 4:53 6. Der Preis des Lebens – 6:54 7. Nr. 1 – 4:48 8. Koma – 6:05 9. Immer auf der Suche – 3:43 10. Wenn du wirklich willst – 5:23 11. Wir ham noch lange nicht genug – 4:31 12. Hast du Sehnsucht nach der Nadel – 5:15 13. Der Himmel kann warten – 7:25 14. Terpentin – 4:27 15. Nur die Besten sterben jung – 4:03 16. Paradies – 4:00 17. Dunkler Ort – 4:25 18. Panamericana (Intro) – 3:10 19. Wieder mal ’nen Tag verschenkt – 4:41 20. Ich bin in dir – 5:36 21. Bin ich nur glücklich wenn es schmerzt – 6:03 22. Nichts ist für immer da – 6:02 23. Panamericana (Outro) – 3:25 24. Die Firma – 4:29 25. Macht für den der sie nicht will – 4:54 26. Lüge – 4:41 27. Erinnerungen – 5:58 28. Feuer – 4:11 29. Mexico – 4:08 30. Kirche – 5:57 31. Auf gute Freunde – 6:58 32. Nichts ist für die Ewigkeit – 8:21 33. Baja – 8:43 | 1. Ein langer Weg – 7:17 2. Der nächste Schritt – 12:12 3. Die Herren der Ringe – 14:01 4. W.I.E.D.E.R. Eins – 17:57 5. Nichts ist für die Ewigkeit – 20:12 |

## Chartplatzierungen und Auszeichnungen
Nichts ist für die Ewigkeit – Live am Hockenheimring 2014 stieg am 26. Dezember 2014 auf Platz zwei in die deutschen Charts ein und belegte in den folgenden Wochen die Ränge neun, fünf und sieben. Insgesamt konnte sich das Album 39 Wochen in den Top 100 halten. In den deutschen Vinylcharts erreichte das Album im Dezember 2015 die Spitzenposition für einen Monat. In Österreich und der Schweiz wurde das Album in den Musik-DVD-Charts gelistet und erreichte hier Position 1 bzw. 2.
In den Musik-DVD-Jahrescharts 2014 belegte das Album die Spitzenposition, während es in den Albumcharts Rang 21 erreichte.
2015 wurde die DVD für mehr als 100.000 verkaufte Exemplare in Deutschland mit einer zweifachen Platin-Schallplatte ausgezeichnet.

## Rezeption
| Professionelle Bewertungen | Professionelle Bewertungen |
| -------------------------- | -------------------------- |
| Kritiken                   |                            |
| Quelle                     | Bewertung                  |
| laut.de                    | [ 10 ]                     |

Manuel Berger von laut.de bewertete das Album mit drei von möglichen fünf Punkten. Er meint, dass „Ton und Bild im Grunde ohne Makel“ sind und „einzig Stephans Bass hie und da etwas lauter sein“ könnte. Das Publikum werde „hervorragend in Schnitt und Klangkulisse eingearbeitet.“ Es würde eine „krasse Atmosphäre“ herübergebracht, die „Gänsehaut“ erzeuge. Dagegen werden Ben Beckers Intro zum „Fremdschämen“ bezeichnet und Mitschnitte der Vorbands Soulfly, Crowbar und Limp Bizkit vermisst.
Für das Musikmagazin Rock Hard schrieb Thomas Kupfer, dass das Album der Onkelz „einen gelungenen Abriss ihrer bisherigen musikalischen Karriere“ liefere. Die Band würde glaubhaft rüberbringen, „das Comeback nicht aus finanziellen Gründen auf den Weg gebracht zu haben“ und sei „weit besser in Form als bei ihrer Auflösung vor zehn Jahren“.